# ヴェルフ3世
ヴェルフ3世（Welf III., 1007年ごろ - 1055年11月13日）は、シュヴァーベン系古ヴェルフ家の最後の男系子孫で、ケルンテン公およびヴェローナ辺境伯（在位：1047年 - 1055年）。

## 生涯
ヴェルフ3世はシュヴァーベン貴族のアルトドルフ伯ヴェルフ2世（1030年死去）とイミツァとの間の唯一の息子である。母イミツァはアルデンヌ＝ルクセンブルク家のモーゼルガウ伯フリードリヒの娘で、後の皇后クニグンデの姪にあたる。妹のクニグンデ（1020年ごろ - 1054年）はアルベルト・アッツォ2世・デステと結婚し、新ヴェルフ家の家祖となった。
父の死により、ヴェルフ3世はシュヴァーベンおよびバイエルンの領地を継承した。1045年には、叔母リヒリントの介入により、ヴェルフはリヒリントの夫エーバースベルク伯アダルベロ2世の領地も相続した。恐らく母イミツァの介入により、ドイツ王ハインリヒ3世はヴェルフにケルンテン公位およびヴェローナ辺境伯位を与えた。それらは1039年にコンラート2世（若公）が死去した後、ザーリアー家の皇帝ハインリヒ3世自らが領有していたものであった。
ベーメン公ブジェチスラフ1世とともに、ヴェルフは1051年のハインリヒ3世のハンガリー王アンドラーシュ1世に対する遠征に参加した。しかし後に、ヴェルフは皇帝に叛旗を翻し、バイエルン公位を剥奪されたコンラート1世の陰謀に加わった。コンラート1世はハンガリーの援助を受け、シュタイアーマルク辺境領を急襲した。ヴェルフが病床につき計画が明るみに出たことで、皇帝ハインリヒ3世の暗殺計画は失敗に終わった。
ヴェルフは生涯独身で、1055年11月13日にボーデン湖近くのボートマン城で死去した時には子供はいなかった。ヴェルフは領地をアルトドルフのヴァインガルテン修道院に遺贈した。この修道院には母イミツァが修道女として住んでいたためである。母イミツァはその後、遺領をヴェルフの妹クニグンデとアルベルト・アッツォ2世との間の息子ヴェルフ1世に贈った。
ヴェルフ3世は古ヴェルフ家の最後の男子であり、先祖伝来の領地はエステ家および新ヴェルフ家に渡った。1057年、皇帝ハインリヒ3世の寡婦アグネス・フォン・ポワトゥーは、ケルンテン公位をエッツォ家のコンラート3世に与えた。ヴェルフ3世はヴァインガルテン修道院に埋葬された。